# Lewis Tewanima
Lewis Tewanima (1888 Second Mesa – 18. ledna 1969 tamtéž) byl americký atlet indiánského původu, specialista na vytrvalostní běh.
Pocházel z národa Hopiů a vyrůstal v rezervaci. V roce 1906 byl nuceně odeslán do internátní školy pro domorodce v Carlisle v Pensylvánii, kde jeho běžecký talent objevil trenér Pop Warner. Jeho kolegou ve školním atletickém týmu byl Jim Thorpe.
Byl nominován na olympijské hry 1908, kde obsadil v maratónu deváté místo. V roce 1909 vyhrál závod na deset mil v Madison Square Garden. Na olympijských hrách 1912 získal stříbrnou medaili v běhu na 10 000 metrů a maratón dokončil na šestnáctém místě.
Po olympiádě se vrátil do rodné rezervace, kde pracoval na poli a choval ovce. Ve věku osmdesáti let tragicky zahynul po pádu ze skály cestou z kmenové slavnosti. Na jeho počest se každoročně pořádá běžecký závod Louis Tewanima Footrace. Byl uveden do Síně slávy arizonského sportu a vyšla o něm životopisná kniha Born to Run.